# Portugal en los Juegos Olímpicos de Calgary 1988
Portugal estuvo representado en los Juegos Olímpicos de Calgary 1988 por un total de 5 deportistas que compitieron en bobsleigh.  
El portador de la bandera en la ceremonia de apertura fue el deportista de bobsleigh António Reis. El equipo olímpico portugués no obtuvo ninguna medalla en estos Juegos.